# Phyllophaga poterillosa
Phyllophaga poterillosa är en skalbaggsart som beskrevs av Saylor 1942. Phyllophaga poterillosa ingår i släktet Phyllophaga och familjen Melolonthidae. Inga underarter finns listade i Catalogue of Life.